# Anna, Hanna och Johanna
Anna, Hanna och Johanna är en roman av författaren Marianne Fredriksson, första gången utgiven 1994.
Boken är en fiktiv berättelse om Anna, Hanna och Johanna, som är tre kvinnor ur olika generationer i samma familj. Berättelsen tar också upp det svenska samhället där människors levnadsvillkor utvecklas från fattigdom till välstånd. Berättelsen sträcker sig från 1871 till det år då boken är skriven, 1994.

## Adaptioner
Romanen finns dramatiserad på nederländska av Jan-Jaap Jansen och Ineke ter Heege. Denna dramatisering översattes till svenska av dramatikern Frans van Hal. Judith Hollander bearbetade texten för Regionteater Väst och Riksteatern som satte upp pjäsen 2009 med premiär den 17 januari i Uddevalla. Hollander regisserade och Sven Dahlberg var scenograf. I rollerna sågs Agneta Ahlin, Michael Engberg, Rebecca Hayman, Lisbeth Johansson, Bo G. Lyckman, Veronica Kurba och Pär Malmström.